# Den Nordamerikanske Kontinentalplade
Den Nordamerikanske Plade er en tektonisk plade, der dækker størstedelen af Nordamerika og strækker sig fra den Midtatlantiske ryg til det nordøstlige Sibirien. Østsiden støder på den Eurasiske Plade og den Afrikanske Plade, sydsiden mod Cocospladen, Caribiske Plade og den Sydamerikanske Plade. Og nordsiden støder mod Stillehavspladen og danner den kendte San Andreas-forkastning.
Ved vestkysten er der 2 plader der glider op ad hinanden og laver jordskælv, i en bevarende zone.
Pladen er hovedsaglige konstruktiv, men ved sydkysten og dele af nordkysten er det en destruktiv plade.
| Geologi | Spire Denne artikel om geologi er en spire som bør udbygges. Du er velkommen til at hjælpe Wikipedia ved at udvide den. |